# Willard Van Dyke
Willard Van Dyke (Denver, 5 dicembre 1906 – Jackson, 23 gennaio 1986) è stato un fotografo e cineasta statunitense.

## Biografia
Willard Van Dyke crebbe in una fattoria di Denver, Colorado e si trasferì in California all'età di 28 anni. Lì, suo padre prima e Edward Weston poi, lo iniziarono alla fotografia. Insieme a Weston, Ansel Adams, Imogen Cunningham, John Paul Edwards, Sonya Noskowiak e Henry Swift fondò nel 1932 il Gruppo f/64.
Sempre più interessato alla rappresentazione del reale, trascura la fotografia per dedicarsi quasi interamente alla cinematografia.

## Filmografia
- Hands - 1936
- The World Today: Black Legion and Sunnyside - 1936
- The River - 1938
- The City - 1939
- Sarah Lawrence (Design for Education) - 1940
- The Year's Work - 1940
- The Children Must Learn - 1940
- The Bridge - 1941
- Here is Tomorrow - 1941
- Tall Tales - 1941
- To Hear Your Banjoy Play - 1941
- Valley Town - 1941
- Native Land - 1942
- The Photographer - 1948
- Choosing for Happiness - 1950
- American Frontier - 1953